# Daniel Jorgensen
Daniel „Dan“ Ploug Jorgensen (* 4. April 1968 in New London, Connecticut) ist ein ehemaliger Schwimmer aus den Vereinigten Staaten. Er gewann je eine olympische Gold- und Bronzemedaille. Bei Weltmeisterschaften erschwamm er eine Silbermedaille und drei Bronzemedaillen.

## Karriere
Daniel Jorgensen ist der Sohn von Niels Jørgensen, der in Dänemark als Ringer erfolgreich war. Während seines Studiums an der University of Southern California gewann Daniel zwei Titel der National Collegiate Athletic Association.
Seine erste internationale Medaille erkämpfte er bei den ersten Pan Pacific Swimming Championships, die 1985 in Tokio ausgetragen wurden. Über 1500 Meter Freistil wurde er Zweiter hinter dem Australier Michael McKenzie. Im Jahr darauf trat er bei den Weltmeisterschaften 1986 in Madrid in drei Disziplinen an. Zunächst gewann er mit der 4-mal-200-Meter-Freistilstaffel in der Besetzung Eric Boyer, Michael Heath, Daniel Jorgensen und Matt Biondi die Bronzemedaille hinter den beiden deutschen Staffeln aus der DDR und der BRD. Über 400 Meter Lagen siegte Rainer Henkel aus der BRD vor Uwe Dassler aus der DDR und Jorgensen. Seine dritte Bronzemedaille erhielt Jorgensen über 1500 Meter Freistil hinter Rainer Henkel und dem Italiener Stefano Battistelli. 1987 wurde Jorgensen bei den Pan Pacific Swimming Championships in Brisbane erneut Zweiter hinter Michael McKenzie. 1988 bei den Olympischen Spielen in Seoul qualifizierte sich die 4-mal-200-Meter-Freistilstaffel mit Craig Oppel, Daniel Jorgensen, Matthew Cetlinski und Doug Gjertsen als Vorlaufzweite hinter der Staffel aus der DDR für das Finale. Im Endlauf schwammen Troy Dalbey, Matthew Cetlinski, Doug Gjertsen und Matt Biondi sechs Seklunden schneller als die Vorlaufstaffel und siegten in neuer Weltrekordzeit vor den Staffeln aus der DDR und aus der BRD, auch die Australier und die Italiener waren im Finale schneller als die Staffel der Vereinigten Staaten im Vorlauf. Alle sechs eingesetzten Schwimmer aus den Vereinigten Staaten erhielten eine Goldmedaille. Über 400 Meter Freistil war Cetlinski bester Schwimmer aus den Vereinigten Staaten, Jorgensen belegte als Sechster des B-Finales den insgesamt 14. Platz.
Bei den Pan Pacific Swimming Championships 1989 in Tokio siegte Jorgensen mit der 4-mal-200-Meter-Freistilstaffel. Über 400 Meter Freistil wurde er Zweiter hinter dem Kanadier Turlough O’Hare und über 800 Meter Freistil erhielt er die Silbermedaille hinter Michael McKenzie. Daniel Jorgenson trat auch über 1500 Meter Freistil an und belegte den siebten Platz. In diesem Rennen siegte der Australier Glen Housman vor Lars Jorgensen, Daniels jüngerem Bruder. Anfang 1991 fanden die Weltmeisterschaften in Perth statt. Die 4-mal-200-Meter-Freistilstaffel mit Troy Dalbey, Melvin Stewart, Daniel Jorgensen und Doug Gjertsen belegte mit über eine Sekunde Rückstand den zweiten Platz hinter dem deutschen Quartett. Über 400 Meter Freistil erreichte Jorgensen als einziger Amerikaner das Finale, belegte dann aber nur den achten Platz. Bei den Pan Pacific Swimming Championships 1991 in Edmonton wurde Jorgensen Dritter über 400 Meter Freistil und siegte mit der 4-mal-200-Meter-Staffel. Im Jahr darauf trat Jorgensen bei den olympischen Schwimmwettbewerben 1992 in Barcelona in zwei Disziplinen an. In der 4-mal-200-Meter-Freistilstaffel qualifizierten sich im Vorlauf Scott Jaffe, Daniel Jorgensen, Jon Olsen und Doug Gjertsen mit der sechstbesten Zeit für das Finale. Im Endlauf schwammen Joe Hudepohl, Melvin Stewart, Jon Olsen und Doug Gjertsen und belegten den dritten Platz hinter der Staffel des Vereinten Teams aus der GUS und hinter den Schweden. Auch die nur im Vorlauf eingesetzten Schwimmer erhielten eine Medaille. Über 400 Meter Freistil war Sean Killion als Elfter bester Schwimmer aus den Vereinigten Staaten. Jorgensen war 14. der Vorläufe, trat aber nicht zum B-Finale an.
Daniel Jorgensen zog nach seiner Leistungssportkarriere nach Oregon und stieg später in einer Firma zum Vizepräsidenten auf, die Swimming-Pool-Abdeckungen produzierte.